# Rafał Brzozowski

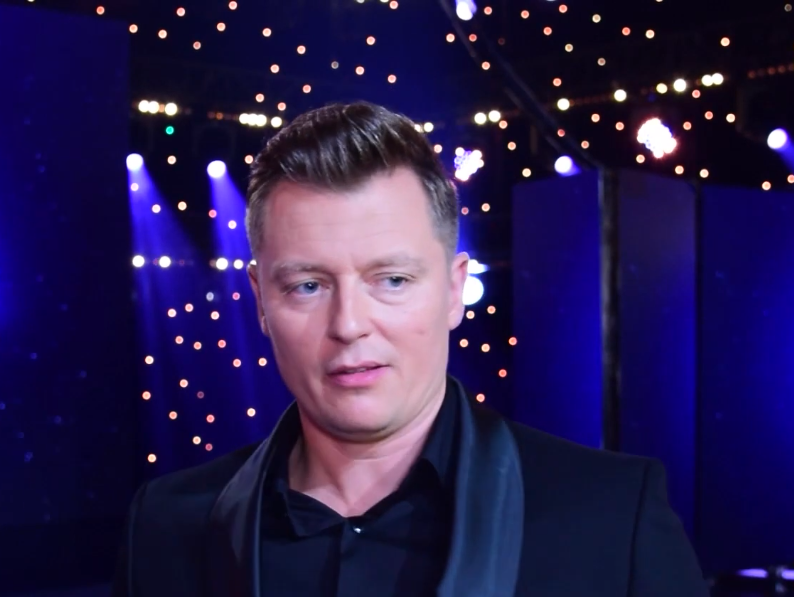
Rafał Brzozowski beim Junior Eurovision Song Contest 2020

Rafał Brzozowski [ˈrafaw bʒɔˈzɔfski] (* 8. Juni 1981 in Warschau) ist ein polnischer Sänger, Fernsehmoderator und ehemaliger Ringer. Er vertrat Polen beim Eurovision Song Contest 2021 in Rotterdam.

## Jugend und Sportlerkarriere
Brzozowski wuchs in Nowy Dwór Mazowiecki auf, einer Kleinstadt im Umland der polnischen Hauptstadt Warschau. Er hat zwei jüngere Brüder, Paweł und Adam. Im Alter von zehn Jahren begann er Klavier und Gitarre zu lernen.
Bereits als Schüler war Brzozowski ambitioniert im Ringen aktiv und nahm an zahlreichen Jugendspielen auf Landesebene teil. An der Sporthochschule Warschau wurde er zum Sportlehrer ausgebildet und jobbte nebenbei als Trainer in einem Fitnessstudio. 2006 gewann er im Ringen die Bronzemedaille der polnischen Hochschulmeisterschaften, musste seine Sportkarriere jedoch kurz danach aufgrund einer Wirbelsäulenverletzung beenden.

## Musikkarriere
Brzozowski begann seine Musikkarriere 2002 mit der Teilnahme an der polnischen Castingshow Szansa na Sukces. Außerdem trat er mit verschiedenen Bands auf, unter anderem Emigranci und De Mono. 2011 nahm er an der ersten Staffel von The Voice of Poland teil, wo er im Team von Andrzej Piaseczny war und kurz vor dem Finale ausschied. Noch im gleichen Jahr veröffentlichte er zwei Singles. Seine Single Tak blisko, die 2012 erschien, wurde bei den Eska Music Awards 2012 von den Fernsehzuschauern zum Preisträger in der Kategorie „Summer Hit“ gewählt. Im August 2012 veröffentlichte Brzozowski sein gleichnamiges Debütalbum Tak blisko, 2014 erschienen das zweite Album mit dem Titel Mój czas sowie das Weihnachtsalbum Na Święta.
Im Februar 2017 nahm er mit dem Lied Sky Over Europe an Krajowe Eliminacje, dem polnischen Vorentscheid für den Eurovision Song Contest, teil und belegte hinter Kasia Moś den zweiten Platz.
Am 12. März 2021 wurde bekannt gegeben, dass Brzozowski Polen beim Eurovision Song Contest 2021 in Rotterdam mit dem Lied The Ride vertreten werde. Im zweiten Halbfinale schaffte er es jedoch nicht auf einen der zehn Qualifikationsplätze und schied damit aus dem Rennen aus.

## Fernsehen
2014 nahm Brzozowski an der polnischen Version von Dancing with the Stars teil, wo er den siebten Platz belegte. Ab Herbst 2017 moderierte er auf TVP2 Koło Fortuny, das polnische Pendant des Glücksrads. Im gleichen Jahr betreute er auch ein Team in der Talentshow Mali Giganci. Seit 2017 ist er zudem der Moderator der Spielshow Jaka to Melodia? auf TVP1. Zudem moderierte er The Voice Senior sowie viele Musiksendungen im polnischen öffentlich-rechtlichen Fernsehen, unter anderem das Finale des polnischen Vorentscheids für den Junior Eurovision Song Contest 2017, das Silvesterkonzert auf TVP2 in Zakopane oder das Konzert zur Eröffnung des 55. Landesfestivals des Polnischen Liedes in Opole.
Im Mai 2019 gehörte er der polnischen Jury beim Eurovision Song Contest 2019 an.
2020 erhielt Brzozowski den polnischen Fernsehpreis Telekamery in der Kategorie „Fernsehpersönlichkeit“. Im gleichen Jahr war er einer der Moderatoren des Junior Eurovision Song Contest, der in Warschau stattfand.

## Diskografie

### Alben
- 2012: Tak blisko
- 2014: Mój czas
- 2014: Na święta
- 2015: Borysewicz & Brzozowski (mit Jan Borysewicz)
- 2016: Moje serce to jest muzyk, czyli polskie standardy

### EPs
- 2012: Tak blisko Remixed
- 2012: Katrina Remixes feat. Liber

### Singles
- 2012: Tak blisko
- 2012: Katrina (feat. Liber)
- 2012: Gdy śliczna Panna
- 2013: Za mały świat
- 2013: Nie mam nic
- 2013: Za chwilę przyjdą święta
- 2014: Magiczne słowa
- 2014: Świat jest nasz
- 2014: Linia czasu
- 2015: Kto
- 2015: Jeden tydzień
- 2015: Słowa na otarcie łez (mit Jan Borysewicz)
- 2016: Zaczekaj – tyle kłamstw co prawd
- 2017: Sky Over Europe
- 2017: Już wiem
- 2020: Gentleman
- 2021: The Ride
- 2021: Głośniej